# Sidoagung (Sruweng)
Sidoagung is een bestuurslaag in het regentschap Kebumen van de provincie Midden-Java, Indonesië. Sidoagung telt 5901 inwoners (volkstelling 2010).